# Миценелла
Мицене́лла (лат. Mycenella) — род грибов семейства Рядовковые (Tricholomataceae).

## Описание
- Шляпка гладкая или слегка железистая. Пластинки редкие или довольно частые, беловатого или сероватого цвета. Трама пластинок правильная. Хейлоцистиды и плевроцистиды присутствуют.
- Ножка центральная, нередко глубоко уходящая в землю, без кольца. Каулоцистиды присутствуют.
- Споровый порошок белого или светло-кремового цвета. Споры гладкие или бородавчатые, бесцветные, тонкостенные, неамилоидные.

## Экология и распространение
Представители рода произрастают на растительных остатках, почве или гнилых деревьях. Виды с бородавчатыми спорами произрастают только в регионах с умеренным климатом.

## Виды
- Mycenella bryophila (Voglino) Singer, 1951 — Миценелла мохолюбивая
- Mycenella cyatheae (Singer) Singer, 1938
- Mycenella margaritispora (J.E. Lange) Singer, 1951
- Mycenella minima Singer, 1969
- Mycenella rubropunctata Boekhout, 1985
- Mycenella salicina (Velen.) Singer, 1951
- Mycenella trachyspora (Rea) Bon, 1973